# Dichroman amonný
Dichroman amonný je anorganická sloučenina se vzorcem (NH4)2Cr2O7. Podobně jako u jiných chromanů a dichromanů má zde chrom oxidační číslo +6. Jedná se o iontovou sůl složenou z chromanových aniontů a amonných kationtů.
Dichroman amonný se někdy označuje jako „vesuvský oheň“, protože se používal k chemickému demonstračnímu pokusu zvanému „sopka na stole“. Používá se v pyrotechnice a byl používán v raném období fotografie.

## Vlastnosti
Při pokojové teplotě a tlaku má dichroman amonný podobu oranžových kyselých krystalů rozpustných ve vodě a v ethanolu. Vzniká reakcí kyseliny chromové s vodným roztokem amoniaku a následnou krystalizací.
Krystal (NH4)2Cr2O7 (C2/c, z=4) obsahuje jednoduchý typ amonného iontu na pozicích symetrie C1(2,3). Každé centrum NH +
4  je nerovnoměrně obklopeno osmi atomy kyslíku, přičemž vzdálenost N-O se pohybuje zhruba od 2,83 až po 3,17 Å typických pro vodíkové vazby.

## Použití
Dichroman amonný se používá v pyrotechnice, v litografii (též v počátcích fotografie), jako zdroj čistého dusíku v laboratoři a jako katalyzátor. Využívá se i jako mořidlo pro barvicí pigmenty, při výrobě alizarinu, chromového kamence (síranu draselno-chromitého), při činění koží a čištění olejů.
Fotocitlivé vrstvy obsahující PVA, dichroman amonný a luminofor se rotačně nanášejí ve vodné suspenzi na povrch při výrobě fosforového rastru televizních obrazovek a jiných zařízení. Dichroman amonný působí jako fotoaktivní místo.

## Bezpečnost
Dichroman amonný je, podobně jako jiné sloučeniny s šestimocným chromem, vysoce toxický a karcinogenní. Též silně dráždí.

### Incidenty
V uzavřené nádobě může dichroman amonný při zahřátí vybuchnout, protože se za vyšší teploty rozkládá za vzniku plynného dusíku a vody. Devatenáctého ledna 1986 oznámil The New York Times, že dva pracovníci zemřeli a dalších 14 bylo zraněno při výbuchu 2000 liber (asi 900 kg) dichromanu amonného během sušení v závodě Diamond Shamrock Chemicals (Ashtabula, Ohio).
(NH4)2Cr2O7 → Cr2O3 + N2 + 4 H2O